# Frenštát pod Radhoštěm
Frenštát pod Radhoštěm é uma cidade checa localizada na região de Morávia-Silésia, distrito de Nový Jičín.